# Eragrostis sericata
Eragrostis sericata är en gräsart som beskrevs av Thomas Arthur Cope. Eragrostis sericata ingår i släktet kärleksgrässläktet, och familjen gräs.
Artens utbredningsområde är Moçambique. Inga underarter finns listade i Catalogue of Life.